# Witold Urbański

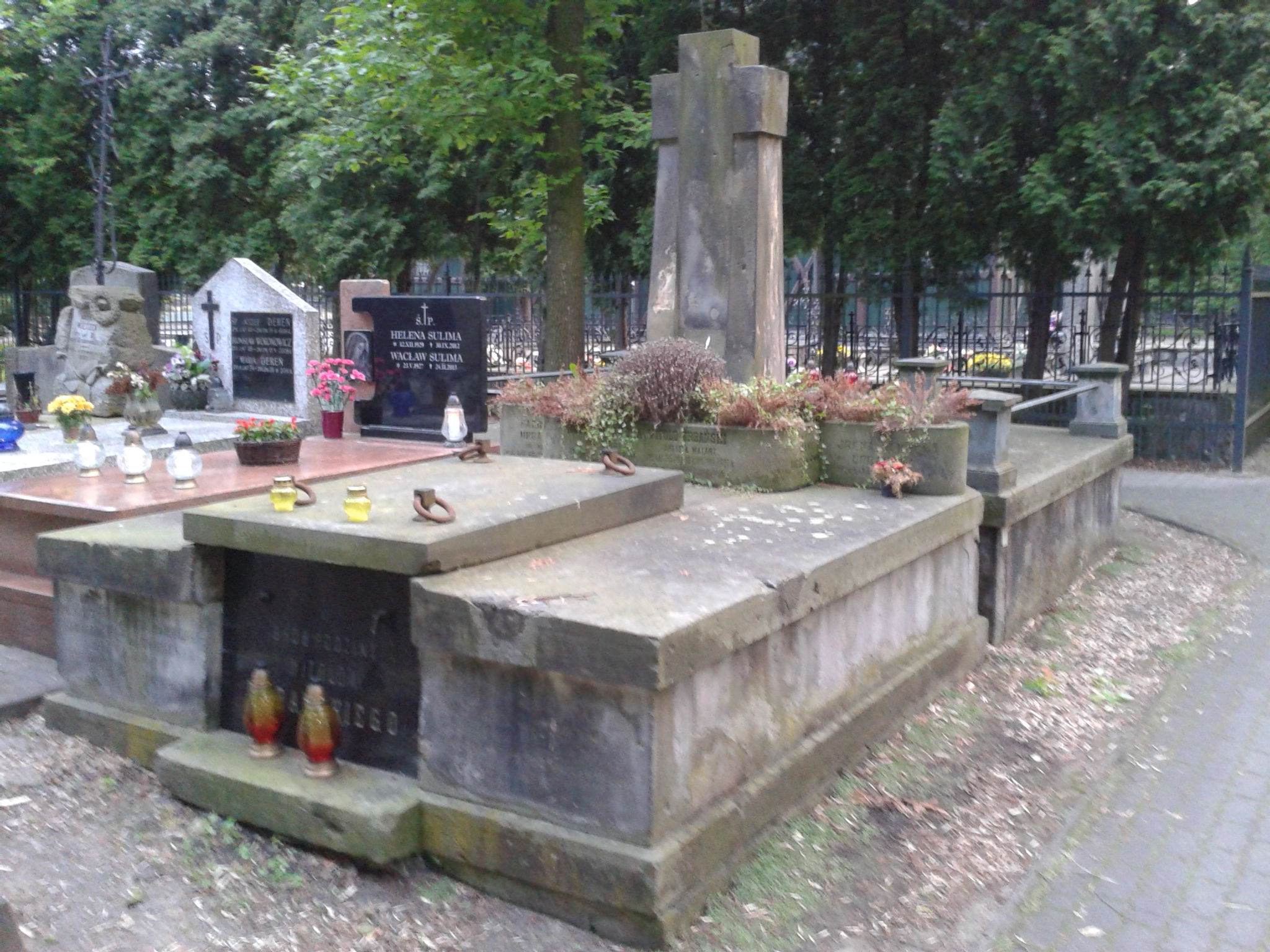
Grób Witolda Urbańskiego na cmentarzu Bródnowskim

Witold Urbański (ur. 3 października 1851 w Lublinie, zm. 18 kwietnia 1907 w Warszawie) – malarz i nauczyciel malarstwa. Był też kolekcjonerem antyków, zajmował się renowacją dzieł sztuki.

## Życiorys
Ojciec Witolda Ignacy był malarzem i nauczycielem rysunku w lubelskich szkołach.
Podczas nauki w rosyjskim Gimnazjum Męskim w Lublinie Witold przyjaźnił się Władysławem Czachórskim, później również malarzem.
Pod koniec nauki w gimnazjum postanowił zdawać do Szkoły Sztuk Pięknych w Krakowie. Został przyjęty od razu na trzeci rok, zwrócił na siebie uwagę Jana Matejki. Po ukończeniu studiów udał się do Monachium, gdzie przelotnie studiował w tamtejszej Królewskiej Akademii Sztuk Pięknych (w połowie listopada 1875 r. zgłosił się do Akademii Sztuk Pięknych - Antikenklasse).
Do Lublina wrócił w roku 1876. Malował portrety i żywe obrazy, m.in. do Fausta i Balladyny. Otworzył Szkołę Rysunkową przy ul. Złotej 9, którą prowadził przez półtora roku do czasu zawarcia małżeństwa z malarką Kazimierą von Kienitz. Po zamknięciu szkoły wrócił do aktywnej pracy twórczej. Wystawiał w warszawskiej Zachęcie oraz w Paryżu.
W 1892 r. przeprowadził się z rodziną do Warszawy. Tu również otworzył Wyższą Szkołę Rysunkową, przyjmował też wiele zamówień zwłaszcza na portrety i renowację antyków. Po śmierci Władysława Podkowińskiego odrestaurował zniszczony przez autora obraz Szał uniesień. W 1899 r. odrestaurował tryptyk z kościoła w Pławnie koło Radomska. Zmarł po ciężkiej chorobie. Został pochowany na cmentarzu Bródnowskim (kw. 4A-5-31/32).